# في. بي سهير
في. بي سهير (بالإنجليزية: Suhair V P)‏ هو لاعب كرة قدم هندي في مركز الهجوم، ولد في 27 يوليو 1992 في بلكاد في الهند. لعب مع نادي موهون باغان.

## وصلات خارجية
- في. بي سهير على موقع Soccerway.com (الإنجليزية)
- في. بي سهير على موقع GSA (الإنجليزية)